# Pointe de Claret
La pointe de Claret est un sommet de France situé dans le massif de la Vanoise, en Savoie, et surplombe le village de Bessans. Elle se trouve dans le prolongement sensiblement nord-est des pointes du Châtelard.